# Sd.Kfz. 165 Hummel
El Sd.Kfz. 165 Hummel, o Panzerfeldhaubitze 18M auf GW III/IV SdKfz 165 Hummel, fue un vehículo de artillería autopropulsada desarrollada y utilizada durante la Segunda Guerra Mundial por la Wehrmacht (ejército alemán).

## Historia y desarrollo
Este vehículo surgió de la necesidad de dar soporte de artillería a las unidades blindadas como las Divisiones Panzer pero sin hacer perder movilidad a la división. Basándose en el chasis del Panzer IV se sustituyó la torreta móvil por una estructura fija donde se alojaba un cañón de artillería. Inicialmente se montó un cañón de 105 mm para finalmente pasar a montar un cañón de 150 mm sFH 18M con 18 proyectiles.
Los Hummel fueron entregados a las baterías pesadas de los destacamentos blindados de artillería de las Divisiones Panzer a principios de 1943, entrando en acción por primera vez en la Batalla de Kursk. Posteriormente se le asignaron transportes de munición a la división. Se llegaron a construir más de 500 unidades de este vehículo.
El Hummel (“abejorro”) nació de la necesidad de dotar a las divisiones mecanizadas panzer de una artillería de calibre pesado que tuviera una alta movilidad de forma que pudiera seguir a los carros de combate y semiorugas en su avance fueran cuales fueran las condiciones del suelo. Hasta ese momento, la artillería divisionaria era remolcada; piezas convencionales remolcadas por semiorugas como el SdKfz 11. Sin embargo, la movilidad del conjunto era menor que la de los carros, y su tiempo de entrada en posición de fuego era lento, debido a que había que desenganchar la pieza de su remolcador, colocarla en posición y calzarla convenientemente. Todo esto, en terreno embarrado o nevado era muy pesado y lento. 
En el origen de la idea de la Panzerdivision (anterior a 1935, cuando se formó la primera de éstas) estaba implícito que todos sus elementos serían autopropulsados. Sin embargo, la artillería no lo fue (y sólo en una pequeña proporción) hasta la entrada en servicio del Wespe y del Hummel. El Wespe como artillería media de 105mm, y el Hummel como artillería pesada de 150 mm. 
El cañón elegido para el Hummel era el mismo que ya se estaba utilizando en todos los frentes por la Wehrmacht, el sFH-18 de 15 cm.
El cañón autopropulsado así configurado, recibió la designación oficial de 15-cm Panzerfeldhaubitze 18M auf GW III/IV SdKfz 165 Hummel. Como se puede ver, los alemanes eran meticulosos hasta para las designaciones, y a partir de esta, puede deducirse la configuración completa del vehículo: 
- 15-cm: el calibre del cañón montado.
- Panzerfeldhaubitze: en alemán significa "obús blindado de campaña".
- 18M: versión del obús FH18 montado (también conocido como 18/1).
- auf GW III/IV: quiere decir que está montado en un chasis de Geschützwagen III/IV. Geschützwagen en alemán significa "vehículo para cañón" (de geschütz, cañón, y wagen, vehículo).
- SdKfz 165: registro numérico asignado al vehículo entre todos los existentes.
- Hummel: sobrenombre o alias.

El Hummel fue el núcleo de las unidades de artillería pesada en divisiones panzer y panzergrenadier desde 1942, aunque siempre hubo demasiados pocos disponibles como para cubrir la demanda. (Nota: Hay fuentes que fechan la primera intervención operativa de este vehículo en combate en Kursk, en julio de 1943). 
El proyectil empleado era el estándar del sFH18 y la gama de munición era la misma. Las características balísticas también eran idénticas. Podía lanzar un proyectil de 43.5kg a una distancia de 13.325m. Aunque parece ser que en los primeros modelos contaba con freno de boca, éste fue eliminado casi inmediatamente.
El vehículo en sí, daba una protección parcial a la tripulación, al estar abierto por arriba y por detrás. El blindaje era escaso, no superando en ningún caso los 50mm (puesto del conductor). En la mayor parte de las planchas, el espesor rondaba los 10 mm (como en los Nashorn). Sin embargo, al ser un arma de apoyo, su localización no era en primera línea de batalla sino a retaguardia, así que esta débil protección nunca supuso un inconveniente. Eso sí, al estar abierta la cámara, los sirvientes estaban demasiado expuestos a las inclemencias meteorológicas, sobre todo en Rusia. La capota de lona disponible nunca fue suficiente.
Uno de los defectos del Hummel era la escasa cantidad de proyectiles que podía transportar. Dado el tamaño de cada obús de 150mm y su peso (propelente incluido), sólo se llevaban a bordo 18 disparos (aunque algunas fuentes sostienen que una tripulación esmerada podía apilar hasta 40 proyectiles a bordo). Esta cantidad obligaba a que cada Hummel tuviera que ser municionado en combate desde otro vehículo de la unidad; inicialmente camiones, y posteriormente (dadas las pobres prestaciones automotrices de éstos), conversiones del Geschützwagen III/IV desarmados, utilizados exclusivamente como transportes de munición. 
Los GW III/IV así empleados, llevaban una plancha de acero cerrando la abertura frontal donde iba montada la pieza en los Hummel. Se fabricaron un mínimo de 150 de estos transportes específicos de munición